# 福建省交通运输厅
福建省交通运输厅是中华人民共和国福建省人民政府主管交通运输事务的组成部门。

## 组织机构

### 内设机构
1. 办公室
2. 政策法规处
3. 综合规划处（地方民航事务协调处）
4. 财务处（世界银行贷款公路项目办公室）
5. 建设管理处（战备办公室）
6. 运输管理处（涉台交通事务办公室）
7. 安全监督处
8. 审计处
9. 科技教育处
10. 人事处
11. 机关党委
12. 离退休干部工作处[1]

### 直属事业单位
- 福建省高速公路有限责任公司
- 福建交通职业技术学院
- 福建省公路管理局（省公路稽征局、省公路路政管理局）
- 福建省港航管理局（省航道管理局、省地方海事局、省船舶检验处）
- 福建省运输管理局
- 福建省交通科学技术研究所（福建省公路工程试验检测中心站、福建汽车检测设备计量检定站）
- 福建省交通规划设计院
- 福建省交通基本建设工程质量监督检测站（省交通建设工程监理站）
- 福建省交通工程造价管理站
- 福建省交通建设工程监理咨询公司
- 福建省交通规划办公室
- 福建省交通信息通信中心
- 福建省交通经济科技信息中心
- 福建省交通厅人才交流服务中心
- 福建省交通职工培训中心 [2]